# Västra Tallvattensjön
Västra Tallvattensjön är en sjö i Dorotea kommun i Lappland och ingår i Ångermanälvens huvudavrinningsområde. Sjön har en area på 0,308 kvadratkilometer och ligger 425 meter över havet. Sjön avvattnas av vattendraget Knäverborrbäcken.

## Delavrinningsområde
Västra Tallvattensjön ingår i det delavrinningsområde (714183-152523) som SMHI kallar för Mynnar i Bergvattenån. Medelhöjden är 463 meter över havet och ytan är 12,95 kvadratkilometer. Det finns inga avrinningsområden uppströms utan avrinningsområdet är högsta punkten. Knäverborrbäcken som avvattnar avrinningsområdet har biflödesordning 5, vilket innebär att vattnet flödar genom totalt 5 vattendrag innan det når havet efter 290 kilometer. Avrinningsområdet består mestadels av skog (63 procent) och sankmarker (31 procent). Avrinningsområdet har 0,31 kvadratkilometer vattenytor vilket ger det en sjöprocent på 2,4 procent.